# Krzczonowice (powiat staszowski)
Krzczonowice (Kszczonowice) – wieś sołecka w Polsce położona w województwie świętokrzyskim, w powiecie staszowskim, w gminie Staszów.
W latach 1975–1998 miejscowość administracyjnie należała do województwa tarnobrzeskiego.

## Dawne części wsi – obiekty fizjograficzne
W latach 70. XX wieku przyporządkowano i opracowano spis lokalnych części integralnych dla Krzczonowic zawarty w tabeli 1.

| Nazwa wsi – miasta    | Nazwy części wsi – miasta                       | Nazwy obiektów fizjograficznych – charakter obiektu                                                                                            |
| --------------------- | ----------------------------------------------- | --- |
| I. Gromada KONIEMŁOTY |                                                 | |
| 1. Krzczonowice       | 1. Niewolnik 2. Węgierka 3. Wygoda 4. Zakupniki | 1. Niewolnik — staw, pole 2. Piachy — pole 3. Stawiska — pole 4. Ścigi — pole 5. Wygoda — pole, rzeczka 6. Zagumnie — pole 7. Zakupniki — pole |

## Położenie
Krzczonowice położone są w Niecce Połanieckiej, około 7 km na południowy zachód od Staszowa

## Historia
Krzczonów (gm. Opatowiec- błędny? wpis dotyczy chyba właściwego Krzczonowa a nie jak się podaje Krzczonowic) tak bowiem brzmiała pierwotna nazwa Krzczonowic, wieś w powiecie stopnickim. „Comes Jacobus fili as Laureatii heredis de Crszczonow“ w dok. z r. 1325 występuje jako nabywca sołtystwa w Bogacicach (Kod. kat. krak. t. I s.170). 
W r. 1579 wieś nazywano już „Krzczonowycze“, wieś w parafii Koniemłoty należy wówczas do Czyżowskiej, która płaci od 12 osad, 3 łanów 1 zagrodnika i 6 ubogich. 
W XV w. Krczonów należał do parafii w Szydłowie i miał trzech współwłaścicieli: Mikołaja Czajkę herbu Dąbno, Mikołaja Sliza herbu Habdank i Bohdana Krępskiego herbu Janina (Długosz L.B. t.I s.379). 
W wieku XIX Krzczonów, wieś w powiecie stopnickim, gminie Oględów, parafii Koniemłoty. 
Wieś posiada szkołą początkową. Według spisu miast, wsi, osad Królestwa Polskiego z roku 1827  było tu 14 domów, 60 mieszkańców, zaś 
według Towarzystwa Kredytowego Ziemskiego w gminie Czarkowy, parafii Sokolina, powiatu pińczowskiego leżą dobra Krzczonów i składają się z folwarków Krzczonów i Sokolina, oraz wsi: Krzczonów, Rzemieniowice, Trębaczów, Sokolina i Stropieszyn. Rozległość dóbr wynosi mórg 1648:
Folwark Krzczonów grunta orne i ogrody mórg 899, łąk mórg 47, wody mórg 22, lasu mórg 136, nieużytki i place mórg 34, razem mórg 1138, budynków murowanych 7, z drzewa 5, płodozmian 11 połowy,
Folwark Sokolina grunta orne i ogrody mórg 483, łąk mórg 6, nieużytki i place mórg 20, razem mórg 509, budynków murowanych 2, z drzewa 5, płodozmian 11. połowy, młyn wodny i cegielnia.
Wieś Krzczonów posiadała osad 71, z gruntem mórg 387, wieś Rzemienowice osad 42, z gruntem mórg 395, wieś Trębaczów osad 14, z gruntem mórg 110; wieś Sokolina osad 36, z gruntem mórg 212 i wieś Stropieszyn osad 16, z gruntem mórg 129.
W czasie II wojny światowej ludność miejscowości została wysiedlona przez wojska radzieckie. Stacjonował tu batalion artylerii. W lasach położonych przy miejscowości do dziś zachowały się ziemianki czołgowe i artyleryjskie.

## Ochotnicza Straż Pożarna
W 1962 roku w Krzczonowicach została zawiązana jednostka Ochotniczej Straży Pożarnej.